# Genocidio herero y namaqua
El genocidio de los hereros y nama ocurrió en el África del Sudoeste alemana (actual Namibia) desde 1904 hasta 1907, durante la repartición de África. Se considera que es el primer genocidio del siglo XX. El 12 de enero de 1904 los hereros, comandados por el jefe Samuel Maharero, se rebelan contra el dominio colonial alemán. En agosto el general Lothar von Trotha derrotó a los hereros en la batalla de Waterberg y los persiguió por el desierto de Omaheke, donde la mayoría de los hereros murieron de deshidratación. En octubre los namaquas también se levantaron en armas contra los alemanes y fueron tratados de manera similar. En total entre veinticuatro mil y sesenta y cinco mil hereros (aproximadamente el 50% o 70% del total de la población herero), y diez mil namaquas (50% del total de la población namaqua) perecieron. Tres hechos caracterizaron a este genocidio: la muerte por inanición, el envenenamiento de los pozos utilizados por los hereros y namaquas, y el acorralamiento de los nativos en el desierto de Namibia. 

## Antecedentes

Bandera de Namalandia.

Bandera de Hererolandia.

Los herero eran una tribu de pastores que vivían en una región de África Sudoccidental alemana, en la moderna Namibia. El área ocupada por los herero se conocía como Hererolandia. 
Durante el reparto de África, los británicos dejaron claro que no estaban interesados en el territorio, por lo tanto, en agosto de 1884, se declaró un protectorado alemán y, en ese momento, el único territorio de ultramar considerado apto para la colonización blanca que había adquirido Alemania. Desde el principio, hubo resistencia por parte de los khoikhoi a la ocupación alemana, a pesar de una tenue paz formada en 1894. En ese año, Theodor Leutwein se convirtió en gobernador del territorio, con lo cual comenzó un período de rápido desarrollo para la colonia, mientras que Alemania envió a las Schutztruppe, tropas coloniales o imperiales, para dominar la región. 
Los colonos europeos fueron alentados a asentarse en tierras de los nativos, lo que causó un gran descontento. En los siguientes diez años la tierra y el ganado que eran esenciales para la subsistencia de hereros y namaquas, pasó a manos de los alemanes que llegaban a la colonia. El régimen colonial alemán estaba lejos de ser igualitario; los nativos fueron utilizados como esclavos y sus tierras eran frecuentemente confiscadas y entregadas a colonos. 
Otro punto importante; si bien los diamantes son a menudo considerados como uno de los principales intereses de los alemanes en la zona y una de las principales razones para cometer el genocidio, los informes de su descubrimiento solo aparecen desde 1908. A pesar de que los colonos alemanes explotaron intensamente la tierra de los hereros y namaquas; podemos decir sobre la base de la documentación actual, que los diamantes no desempeñaron un papel importante en la decisión de Alemania de aniquilar a los nativos de esta tierra.

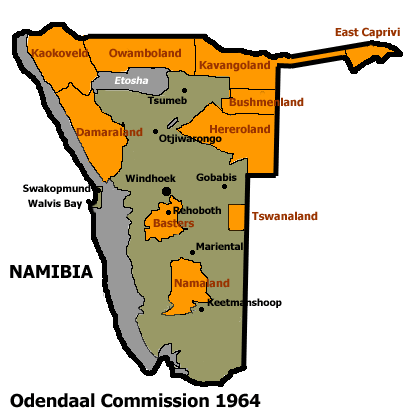
Mapa de los bantustanes en el África del Sudoeste Alemana.

## Primeras rebeliones contra el dominio alemán
En 1903, algunas de las tribus nama se levantaron en armas bajo el liderazgo de Hendrik Witbooi; unos 60 colonos alemanes fueron asesinados en este primer ataque. Más tarde la situación llevó a los herero a unírseles en enero de 1904. En esos momentos los alemanes tenían 2.500 hombres y los hereros 10.000.
No es de extrañar que uno de los principales problemas era la propiedad de la tierra. Los herero ya habían cedido más de una cuarta parte de sus trece millones de hectáreas a colonos alemanes en 1903, factor que se agravó con la construcción de la línea de ferrocarril de Otavi que iba desde la costa africana hasta los asentamientos alemanes tierra adentro. El acabar esta línea hubiera vuelto las tierras interiores mucho más accesibles, y habría iniciado una nueva ola de colonización europea en la zona. El considerar la posibilidad de contener a los nativos namibios en reservas fue una prueba más del desproporcionado sentido de propiedad sobre la tierra de los colonialistas alemanes.
Una nueva política de cobro de impuestos y deudas, aprobada en noviembre de 1903, también desempeñó un importante papel en el levantamiento herero. Durante muchos años la población herero había tenido el hábito de pedir prestado dinero de los comerciantes blancos, con enormes tasas de interés. Durante mucho tiempo gran parte de esta deuda quedó sin cobrar, ya que la mayoría de los hereros vivía modestamente y no tenía bienes para pagar. Para corregir este problema cada vez mayor, el gobernador Leutwein decretó con buenas intenciones que todas las deudas no pagadas en el año en curso serían anuladas. A falta de pago monetario, los colonos alemanes solían llevarse el ganado y los pocos objetos de valor de los hereros, con el fin de recuperar sus préstamos. Esto promovió el surgimiento de un enorme resentimiento hacia los alemanes por parte del pueblo herero, sentimiento que se tornó en desesperación cuando vieron que los funcionarios alemanes eran cómplices de esta práctica.

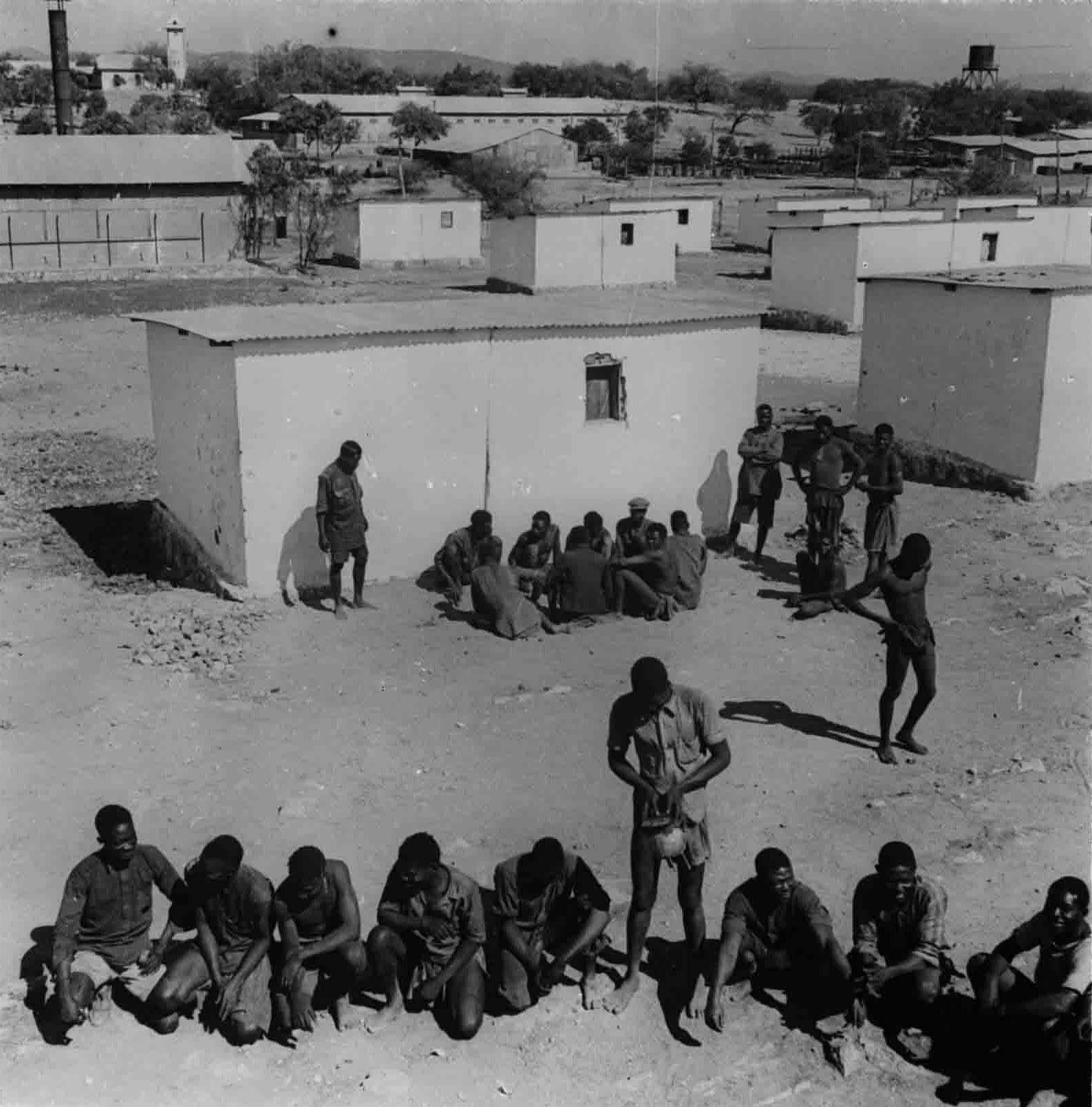
Esclavos namibios en una mina.

Detrás de estas razones, se hallaba la tensión racial entre los dos grupos. Los colonos europeos se veían a sí mismos inmensamente superiores a los nativos africanos, y de hecho el colono promedio solía ver a hereros y namaquas como una simple fuente de mano de obra barata, mientras que otros deseaban su exterminio. Como ejemplo de las diferencias entre los derechos de europeos y africanos, la Liga Colonial Alemana declaró que, en lo relativo a cuestiones jurídicas, el testimonio de siete africanos era equivalente al de un hombre blanco.
Por lo tanto, los herero consideraron que sus acciones estaban justificadas cuando se rebelaron a principios de 1904. En los posteriores ataques, conducidos por el jefe Samuel Maharero, fueron asesinados alrededor de 120 colonos alemanes, entre ellos mujeres y niños; también se destruyeron las granjas de los colonos en cada ataque, logrando alcanzar un gran nivel de organización y funcionamiento como fuerza militar al obtener algunas armas de fuego. 

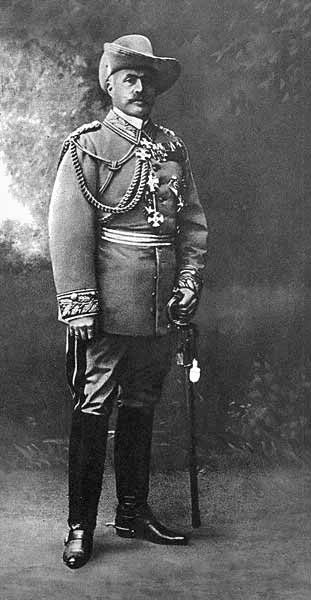
El general alemán Lothar von Trotha.

Después de negociar, un enorme grupo de hereros accedieron a entregar sus armas, el gobernador Leutwein se convenció de que los herero y el resto de la población nativa habían abandonado sus intenciones de lucha y se retiró la mitad de las tropas alemanas estacionadas en la colonia. Después de ello, los rebeldes herero sitiaron Okahandja y rompieron relaciones con Windhoek, la capital colonial, justamente cuando el gobernador ya había dado orden de retirar grandes contingentes de soldados alemanes. 
Leutwein se vio entonces obligado a pedir refuerzos y que le remitan un experimentado funcionario de la capital alemana, Berlín. Ante ello, el teniente general Lothar von Trotha fue nombrado comandante en jefe del África del Sudoeste Alemana el 3 de mayo de 1904; llegó a Namibia con un contingente de 14.000 hombres el 11 de junio. En total los alemanes tenían movilizados 20.000 soldados en la región.
Leutwein quedó subordinado al Departamento Colonial de la Oficina de Relaciones Exteriores de Prusia, presidida por el canciller Bernhard von Bülow. Von Trotha, por otra parte, declaró que en su calidad de gobernador militar sólo estaba subordinado ante el káiser Guillermo II de Prusia y no ante la Cancillería ni ante el gobernador civil de la colonia. Leutwein proyectaba derrotar a los jefes rebeldes y sus principales seguidores y sólo después negociar con el resto de la población nativa para lograr una solución política. Von Trotha, no obstante, rechazó la idea de una negociación y ordenó a sus tropas aplastar la resistencia nativa con toda la violencia necesaria.

## El genocidio
Von Trotha y sus tropas derrotaron a los 3.000-5.000 hereros combatientes en la batalla de Waterberg, acontecida entre el 11 y 12 de agosto, pero no pudieron eliminar la amenaza militar. Los herero supervivientes se retiraron con sus familias hacia Bechuanalandia, después de que los británicos les ofrecieron asilo con la condición de no continuar con la revuelta desde suelo británico. 

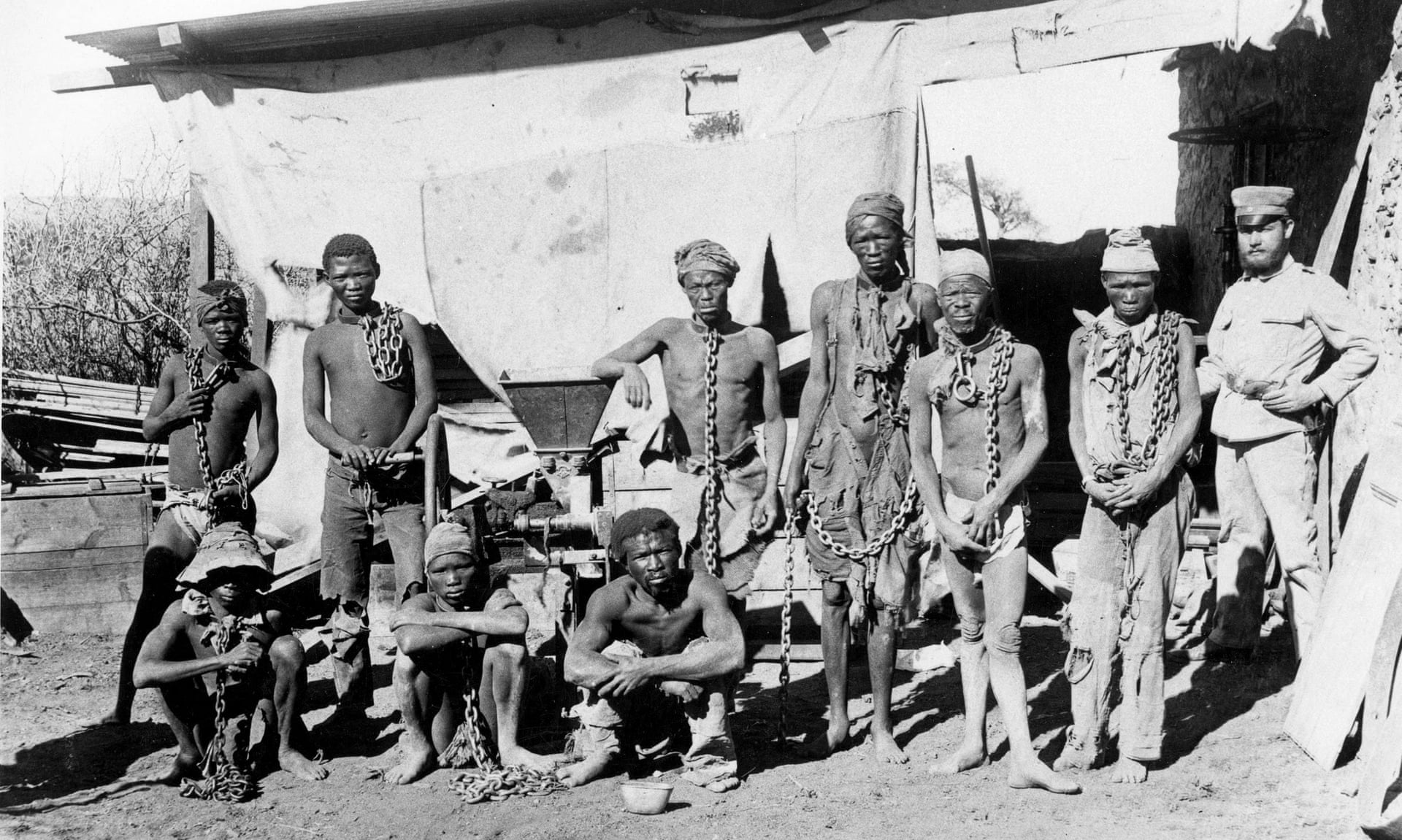
Prisioneros herero y nama en Namibia. 1904-1908.

Unos 24.000 hereros lograron huir a través de un hueco en el cerco militar alemán, hacia el desierto de Kalahari, con la esperanza de alcanzar el protectorado británico. Las patrullas alemanas encontraron más tarde esqueletos alrededor de agujeros de unos 25-50 pies de profundidad que los herero excavaron en un vano intento de encontrar agua. Maherero y 1000 hombres cruzaron el Kalahari hasta Bechuanalandia. 
El 2 de octubre, Trotha hizo un llamamiento a los hereros: 

La nación herero tiene que abandonar el país, y si no lo hace, la obligaré por la fuerza. Todo herero que se encuentre dentro de territorio alemán, armado o desarmado, con o sin ganado será fusilado. No se permitirá que permanezcan en el territorio mujeres o niños, y se les expulsará para que se unan a su pueblo o serán pasados por las armas. Estas son las últimas palabras que dirigiré a la nación herero.

Al no lograr una victoria total por medio de la batalla, von Trotha ordenó que los hombres herero fueran capturados para ser ejecutados inmediatamente, mientras que las mujeres y los niños debían a ser expulsados al desierto para que muriesen allí, y si intentaban volver a la zona fértil controlada por los alemanes deberían ser asesinados a tiros; asimismo, los pozos de agua situados en las zonas de población herero y namaqua fueron envenenados para exterminar también a los nativos que se refugiasen allí. Leutwein se quejó ante el canciller von Bülow sobre las acciones del general von Trotha, viendo que estas solo impedían que se continuara con la colonización y la actividad económica colonial.  Al no tener real autoridad sobre von Trotha, el canciller sólo podía acudir al emperador Guillermo II argumentando que las acciones de von Trotha eran "contrarias a los principios humanitarios y cristianos, económicamente devastadoras y perjudiciales para la reputación internacional de Alemania ". El Imperio Alemán defendió inicialmente sus acciones ante el mundo argumentando que el pueblo herero no podía ser protegido en virtud de los Tratados de Ginebra, ya que según el gobierno alemán los hereros no podrían ser clasificados como humanos sino como sub-humanos.

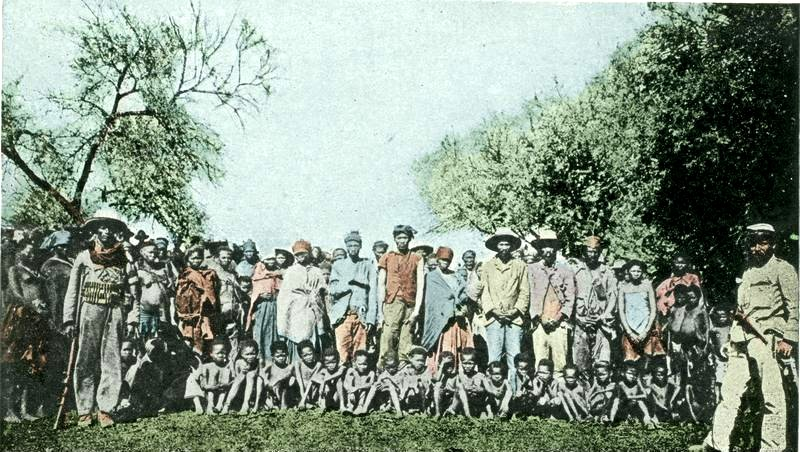
Prisioneros del genocidio herero y namaqua, 1899

Fue durante este periodo que se inauguró el campo de exterminio de Shark Island, el cual operó entre 1904 y 1908. Se estima que unos tres mil hereros y namas murieron allí durante el conflicto entre los nativos y las autoridades coloniales alemanas. A estas instalaciones se les considera como el primer campo de exterminio de la Historia.
El escándalo internacional crecía, pues numerosos colonos llegados de la colonia británica de El Cabo trabajaban en el África del Sudoeste Alemana e inevitablemente eran testigos del tratamiento brutal dado a los hereros, su esclavización, y asesinatos masivos. Para evitar que las noticias del exterminio de los hereros continuasen, Guillermo II accedió a censurar las acciones de von Trotha y le ordenó detener sus políticas, pero cuando se supo esto en la colonia en diciembre de 1904 ya casi el 40% de la población herero (y el 50% de los namaquas) había perecido. Las cifras oficiales daban 60.000 hereros, 10.000 namas y 676 alemanes muertos; otros 907 germanos fueron heridos y 97 desaparecieron.

## Reconocimiento
En 1985, el Informe Whitaker de la ONU reconoció el intento de Alemania de exterminar a los pueblos herero y namaqua de la colonia alemana del África del Sudoeste como uno de los primeros intentos de genocidio en el siglo XX. El gobierno alemán pidió disculpas oficiales por estos acontecimientos en 2004.[cita requerida] En 2019, ciento quince años después, políticos alemanes como el presidente de la Cámara Alta del Parlamento de Alemania Daniel Günther y el ministro de Cooperación y Desarrollo Gerd Müller describieron los hechos por primera vez usando la palabra «genocidio»; Alemania comenzó a negociar con el Gobierno de Namibia el pago de las reparaciones.
Tras más de cinco años de negociaciones con Namibia, el 28 de mayo de 2021, se produjo el reconocimiento oficial por parte de Alemania de que las matanzas de hereros y nama había sido un «genocidio». Así lo reconoció el ministro de Exteriores germano, el socialdemócrata Heiko Maas: «Ahora, también a título oficial, llamaremos a estos sucesos lo que fueron desde la perspectiva actual, un genocidio», porque se trata de «encontrar un camino común hacia la reconciliación genuina en memoria de las víctimas». Maas añadió que, como «gesto de reconocimiento del sufrimiento inconmensurable» infligido por alemanes a la población de su entonces colonia, se establecerá un fondo de 1100 millones de euros a abonar durante los próximos 30 años para proyectos de desarrollo. «No podemos trazar una línea con el pasado. El reconocimiento de la culpa y la petición de perdón son, sin embargo, un paso importante para superar el pasado y construir juntos el futuro», concluyó Maas. Así mismo, el presidente de Alemania, Frank-Walter Steinmeier, volará a Windhoek y participará en un acto conmemorativo en el Parlamento de Namibia, donde pedirá perdón formalmente. El ministro de Exteriores también tiene previsto viajar al país para firmar allí la declaración.